# Lluveras
Lluberas es una localidad uruguaya del departamento de Salto, municipio de Colonia Lavalleja. El pueblo toma el nombre por el comercio que existió en la zona, fundado por Don Juan Candido Lluberas Xalambrí, quien realizó el fraccionamiento en torno al comercio conformando el pueblo.  

## Geografía
La localidad se encuentra situada en la zona norte del departamento de Salto, sobre la cuchilla de los Arapeyes, entre los ríos Arapey Grande (al sur) y Arapey Chico (al norte), sobre camino departamental que une las localidades de Constitución y Colonia Lavalleja, y 11 km al oeste de la ruta 4.

## Población
Según el censo de 2011 la localidad contaba con una población de 223 habitantes, no existiendo datos previos a dicho censo, en los cuales Lluveras formaba parte de la sección censal Pueblo Lavalleja, por lo que sus habitantes estaban incluidos en ella.
| -             | 223 |
| (Fuente: INE) |     |